# Sid Vicious
Simon John Ritchie-Beverly (n. 10 mai 1957, Greater London, Anglia, Regatul Unit – d. 2 februarie 1979, New York City, New York, SUA), cunoscut ca Sid Vicious, a fost un cântăreț britanic de punk rock, basistul trupei Sex Pistols (înlocuindu-l pe Glen Matlock).

## Biografia

### Copilăria
Ritchie s-a născut la Londra. Părinții săi erau John și Anne Ritchie. Tatăl său i-a părăsit la scurt timp după nașterea lui. Tânăr fiind, s-a mutat împreună cu mama sa în insula Ibiza, unde ea a ales să-și câștige existența din vânzarea de droguri. Mai târziu cei doi s-au întors în Anglia, unde Anne s-a căsătorit cu Christopher Beverly în 1965, înainte de a-și ridica o casă în Kent, Anglia.
Tatăl său vitreg a decedat șase luni mai târziu, și, până în 1968, Ritchie și mama sa locuiau într-un apartament închiriat în Tunbridge Wells unde el a urmat școala Sandown Court. În 1971 cei doi s-au mutat în Hackney, în East London.
Până în 1974 consuma frecvent droguri pe cale intravenoasă, în special amfetamine împreună cu "Joe Baccs" și mama sa. Până în 1975, se autopedepsea și dezvoltă tendințe antisociale; se spune că a asaltat un pensionar în această perioadă.
Potrivit fotografului trupei, Dennis Morris, Ritchie era de fapt în adâncul său o persoană timidă. În ciuda declarației lui Morris, Vicious l-a atacat pe jurnalistul revistei NME, Nick Kent cu un lanț de motocicletă cu ajutorul lui Jah Wobble.  L-a amenințat de asemenea și pe DJ-ul BBC Bob Harris în timpul unei seri petrecute la The Speaksey (club londonez în care se adunau majoritatea celebrităților rock britanice din timpul acela). Altercația dintre cei doi s-a terminat cu promisiunea lui Harris de a-l da în judecată. În ciuda numeroaselor certuri în care se implica, Vicious era un luptător slab, fiind bătut de câteva ori de Paul Weller, David Coverdale și de chitaristul trupei Thin Lizzy, Brian Robertson care l-a lovit cu un sabot în interiorul unei nave.
Ritchie a primit porecla Sid de la John Lydon, Sid  fiind hamsterul lui Lydon. După ce a fost mușcat de animal, Simon a spus “Sid is really vicious!” (Sid este foarte răutăcios!). La aceea vreme, Ritchie locuia ilegal împreună cu Lydon, John Wardle și John.
Potrivit lui John Lydon, cei doi cântau la tamburină pe stradă. Preluau melodiile lui Alice Cooper și oamenii le dădeau bani pentru a-i face să tacă din gură.

### Cariera Muzicală

#### The Flowers of Romance și The Banshees
Vicious și-a început cariera muzicală în 1976 ca membru al formației The Flowers of Romance împreună cu Keith Levene, co-fondator al trupei The Clash (care mai târziu l-a ajutat pe John Lydon să înființeze proiectul Public Image Limited), Palmolive și Viv Albertine, care va înființa formația The Slits. A cântat și împreună cu Siouxsie & the Banshees la tobe la celebra lor apariție publică din cadrul festivalului punk 100 Club Punk Festival de pe starda Oxford din Londra. Potrivit documentarului Final Damnation, Sid, împreună cu Dave Vivian, au fost luați în considerare pentru a îndeplini funcția de solist a trupei The Damned dar nu au venit la audiții.

#### Sex Pistols
Înainte de a se alătura trupei, Sid a fost asociat cu contingentul Bromley, avangarda modei ce a urmat celor de la Sex Pistol. După spusele multor publicații (printre care autobiografia lui Lydon și England’s Dreaming a lui John Savage) și filme (The Filth and the Fury) Ritchie a fost rugat să se alăture grupului după plecarea lui Glen Matlock din februarie 1977 datorită faptului că Sid era prezent la fiecare concert a trupei. Managerul Malcolm McLaren a afirmat "Dacă Rotten este vocea punkului , atunci Vicious este atitudinea". Alan Jones l-a descris pe Sid ca simbolizând iconic punkul. Pe imaginea lui Sid se bazează punkul. Unghiile lui erau tot timpul neglijent date cu ojă  mov. Ritchie a avut primul angajament cu formația pe 3 aprilie 1977, la Screen on the Green din Londra. Debutul său a fost filmat de Don Letts și apare în filmul Punk Rock Movie.
În noiembrie 1977, Ritchie a întâlnit-o pe americanca Nancy Spungen și cei doi au început imediat o relație  (Spungen venise la Londra pentru a se întâlni cu Jerry Nolan de la The Heartbreakers). Era dependentă de heroină și Ritchie, care își avea deja imaginea de  „live fast, die young ”– „trăiește repede, mori tânăr”, i-a împrumutat dependența. Deși se iubeau, relația lor violentă și tumultoasă a avut un efect dezastruos asupra formației. În timpul turului lor prin Statele Unite din 1978 atât formația cât și Vicious erau vizibil deteriorați. Formația s-a despărțit la San Francisco pe 14 ianuarie 1978 după concertul de la Winterland Ballroom. Ritchie, împreună cu Spungen ce acționa ca și managerul lui, și-a început cariera solo în timpul căreia a cântat cu numeroși muzicieni precum Mick Jones de la The Clash, basistul Glen Matlock, Rat Scabies de la The Damned și Arthur Kane de la New York Dolls, Jerry Nolan și Johnny Thunders.

#### Competență Muzicală
Sid nu a fost niciodată recunoscut ca un basist competent. În timpul unui interviu pentru Guitar Hero III, când chitaristul de la Sex Pistols Steve Jones a fost întrebat de ce el a fost cel ce a înregistrat părțile pentru bass pentru albumul Never Mind The Bollocks, Jones a răspuns “Sid era în spital, bolnav de hepatită și nu putea cânta, nu că ar fi putut să cânte oricum ”. În anumite momente, în timpul spectacolelor, membrii formației deconectau basul lui Sid deoarece cânta foarte prost. Vicious l-a rugat pe Lemmy, basistul de la Motörhead să-l învețe să cânte la bas, spunându-i simplu „Nu pot cânta la bas” , la care Lemmy i-a răspuns „Știu”. Într-un alt interviu, Lemmy a afirmat „Mda. Totul mergea bine. Și totuși tot nu putea să cânte la bas nici când a murit.” Sid a primit lecții și de la Glen Matlock. În lumina acestor povești și comentarii, este foarte rar admis faptul că totuși cântatul lui Sid devenise acceptabil încă de la începuturi. În cele câteva luni de când era  la Sex Pistols, înainte să o cunoască pe Nancy, Sid se dedicase muncii și studiului și făcea tot posibilul să cânte cât mai bine. În timpul primei lui prestații, la Screen on the Green (cu aproximativ două luni după ce se alăturase trupei), acesta putea cu ușurință menține o melodie . Progresul lui însă a fost oprit iremediabil de relația lui cu Spungen. Nancy a scos la suprafață tot ce era mai rău la el și l-a inițiat pe căile autodistrugerii. Prestația lui din timpul ultimului concert a fost îngrozitoare, degetele lui mișcându-se lent și neîndemânatic datorită intoxicației și lipsei de interes.  

### Moartea lui Spungen
Între timp, Ritchie și iubita lui, Nancy Spungen deveniseră prinși în propria lor lume a dependenței de narcotice și a autodistrugerii. Interviuri arată cuplul încercând să răspundă la întrebări din pat: Spungen de abia este coerentă, pe când Ritchie își pierde cunoștința de numeroase ori. Vicious a fost și foarte aproape de moarte din cauza unei supradoze de heroină și a fost internat în spital o bună bucată de timp.
În dimineața zilei de 12 octombrie 1978 s-a trezit din inconștiența cauzată de droguri pentru a o găsi pe Nancy moartă pe podeaua băii din camera lor (camera 100) din hotelul Chelsea din New York. Spungen fusese înjunghiată în abdomen și a murit datorită hemoragiei. Sid a fost arestat pe 22 noiembrie 1978 și acuzat de uciderea lui Nancy deși el a afrimat că nu-și mai aducea aminte ce se întâmplase. Există numeroase teorii conform cărora Spungen a fost omorâtă de altcineva, de obicei unul dintre cei doi traficanți ce le-au vizitat apartamentul în seara aceea sau că cei doi au fost jefuiți deoarece anumite obiecte (inclusiv o sumă substanțială de bani) au dispărut din camera de hotel. În cartea sa., Pretty Vacant: A History of Punk, Phil Strongman afirmă că ucigașul lui Spungen este actorul și comicul Rockets Redglare. Redglare  livrase 40 de capsule de hidromorfon cuplului în noaptea în care Nancy a fost omorâtă.
Alt fapt neobișnuit, conform raportului poliției, a fost faptul că Neon Leon avea haina de piele a lui Sid și două discuri de aur în camera sa. Acesta a spus că Sid i le dăduse lui pentru a avea grijă de ele, în noaptea de 11 octombrie 1978.
Cauțiunea de 50.000 de dolari a fost plătită de mama lui Sid. Planul era ca Sid să facă un nou album împreună cu colegii de la Sex Pistols: Steve Jones și Paul Cook pentru a obține fonduri pentru apărarea sa. Acesta urma să fie o colecție de clasice incluzând (potrivit lui McLaren) „White Christmas” și „Mack the Knife”.
Pe 22 octombrie, 10 zile mai târziu de la moartea lui Nancy, Sid a încercat să se sinucidă tăindu-și brațul. A fost dus la spitalul Bellevue unde a rămas internat o vreme. După ce a ieșit din spital a fost acuzat de atac pentru că a spart o halbă de bere în fața fratelui lui Patti Smith, Todd Smith. A fost arestat pe 9 decembrie 1978 și trimis la închisoarea Riker's Island pentru 55 de zile. A fost eliberat pe cauțiune pe 1 februarie 1979.

### Moartea
Pe 2 februarie 1979, o mică adunare a fost ținută pentru a celebra libertatea lui în casa noii sale iubite Michelle Robinson, cu care se mutase împreună de când ieșise de la inchisoare Ritchie era curat, dependența lui de droguri atenuându-se cât stătuse la închisoare. Totuși la dineul din seara aceea reușise să obțină niște heroină și iar a făcut o supradoză. Robinson a fost cea care l-a trezit. Mult mai târziu în seara aceea, cuplul a adormit. Vicious a fost găsit mort a doua zi. Legistul Michael Baden a explicat că atunci când o persoană face supradoză de heroină și adoarme, inima ei se oprește în timpul etapelor REM. Sid Vicious a murit pe la ora 10, după numeroase etape REM din timpul nopții. Criminaliștii au descoperit că heroina era 80 la sută pură și, datorită faptului că nu mai consumase de mult timp, rezistența lui era foarte scăzută. În seria televizată HBO Autopsy: Post Mortem, Dr. Baden pretinde că plămânii lui Vicious erau umpluți cu apă și lichid, lucru normal pentru cineva ce a murit de supradoză de heroină. Sid s-a înecat în propriile lui lichide. În 2006 seria canadiană de televiziune The Final 24 a realizat un segment despre viața lui Vicious. Emisiunea a emis o ipoteză șocantă. Michelle Robinson a pretins că mama lui Sid a intrat în camera sa și i-a injectat fiului său o cantitate mortală de heroină în timp ce acesta dormea. Se spune că aceasta a mărturisit înainte de moartea ei din 1996 că i-a injectat fiului  ei o doză mortală pentru că îi era teamă că acesta va ajunge la închisoare pentru moartea lui Nancy Spungen.
Filmul din 1986 a lui Alex Cox, „Sid and Nancy”, înfățișează cariera lui Vicious și relația lui cu Nancy. Gary Oldman îl joacă pe Sid. Jhonny Rotten afirmă în autobiografia lui că urăște filmul.
„Subminează-le autoritatea pompoasă, respinge-le standardele morale, fă-te cunoscut prin Anarhie și dezordine, creează cât poți de mult haos și distrugere, dar nu îi lăsa să te prindă viu.”—Sid Vicious, 1977

## Discografia

### Sid Vicious
- My Way/Something Else/C’mon Everybody (1979, 12”, Barclay, Barclay 740 509)
- Sid Sings (1979, LP, Virgin, V2144)
- Live (1980, LP, Creative Industry Inc., JSR 21)
- Vicious Burger (1980, LP, UD-6535, VD 6336)
- Love Kills N.Y.C. (1985, LP, Konexion, KOMA 788020)
- The Sid Vicious Experience – Jack Boots and Dirty Looks (1986, LP, Antler 37)
- The Idols With Sid Vicious (1993, CD, Last Call Records, LC22289)
- Never Mind the reaction than to react to a provocation) (1999, CD, Almafame, YEAAH6)
- Probably His Last Ever Interview (2000, CD, OZIT, OZITCD62)
- Better (2001, CD)
- Vive Le Rock (2003, 2CD)
- Too Fast To Live... (2004, CD)
- Naked & Ashamed (7”, Wonderful Records, WO-73)
- Sid Live At Max’s Kansas City (LP, JSR 21)
- Sid Vicious (LP, Innocent Records, JSR 21)
- Sid Vicious McDonald Bros. Box (3CD, Sound Solutions, 003)

### Sid and Nancy
- Love Kills (1986, LP, MCA, MCG 6011)

### Sid Vicious & Friends
- (Don’t You Gimme) No Lip/(I’m Not Your) Steppin’ Stone (1989, 7”, SCRATCH 7)
- Sid Vicious & Friends (1998, CD, Cleopatra, #251, ASIN: B0000061AS)

### Sid Vicious/Eddie Cochran
- Sid Vicious v’s Eddie Cochran – The Battle Of The Rockers (LP, Jock, LP 6)

### Sid Vicious/Elvis Presley
- Cult Heroes (1993, CD)

### Vicious White Kids
- The Vicious White Kids (1987, LP, Ritchie 1)
- Vicious White Kids (2001, CD, Sanctuary, CMRCD372)

### Sex Pistols
- Never Mind the Bollocks, Here's the Sex Pistols (28 octombrie 1977)

## Filmografia
1. Sex Pistols Number One (1976, dir. Derek Jarman)
2. Will Your Son Turn into Sid Vicious? (1978)
3. Mr. Mike's Mondo Video (1979, dir. Michael O'Donoghue)
4. The Punk Rock Movie (1979, dir. Don Letts)
5. The Great Rock'n'Roll Swindle (1980, dir. Julian Temple, VHS/DVD)
6. DOA (1981, dir. Lech Kowalski)
7. Buried Alive (1991, Sex Pistols)
8. Decade (1991, Sex Pistols)
9. Bollocks to Every (1995, Sex Pistols)
10. Filth to Fury (1995, Sex Pistols)
11. Classic Chaotic (1996, Sex Pistols)
12. Kill the Hippies (1996, Sex Pistols, VHS)
13. The Filth and The Fury (2000, dir. Julien Temple, VHS/NTSC/DVD)
14. Live at the Longhorn (2001, Sex Pistols)
15. Live at Winterland (2001, Sex Pistols, DVD)
16. Never Mind the Bollocks Here's the Sex Pistols (2002, Sex Pistols, VHS/DVD)
17. Punk Rockers (2003, Sex Pistols, DVD)
18. Blood on the Turntable: The Sex Pistols (2004, dir. Steve Crabtree)
19. Music Box Biographical Collection (2005, Sex Pistols, DVD)
20. Punk Icons (2006, Sex Pistols, DVD)
21. Chaos! Ex Pistols Secret History: The Dave Goodman Story (2007, Sex Pistols, DVD)
22. Pirates of Destiny (2007, dir. Tõnu Trubetsky, DVD)
23. Rock Case Studies (2007, Sex Pistols, DVD)
24. Search of Sid (2009, BBC Radio 4, Jah Wobble)[4]

## Bibliografia
- Anne Beverley, The Sid Vicious Family album (1980, Virgin Books)
- Gerald Cole, Sid And Nancy (1986, Methuen)
- Alex Cox & Abbe Wool, Sid And Nancy (1986, Faber and Faber)
- Keith Bateson and Alan Parker, Sid’s Way (1991, Omnibus Press)
- Tom Stockdale, Sid Vicious. They Died Too Young (1995, Parragon)
- Malcolm Butt, Sid Vicious. Rock‘n’Roll Star (1997, Plexus)
- David Dalton, El Sid (1998, St. Martin’s Griffin)
- Sid Vicious, Too Fast To Live...Too Young to Die (1999, Retro Publishing)
- Alan Parker, Vicious. Too Fast To Live... (2004, Creation Books)
- The Filth and The Fury, St. Martin's Press, 2000, pg. 13
- Sid Vicious Biography - hotshotdigital.com
- The Filth and the Fury, St. Martin's Press, 2000, pg. 90
- Lydon, John, "Rotten", Plexus Publishing (1993), p. 57. ISBN 978-0859653411.
- The Filth and The Fury, St. Martin's Press, 2000, pg. 41
- Amazon.com: Punk: The Definitive Record of a Revolution: Stephen Colegrave, Chris Sullivan: Books
- The Filth and The Fury, St. Martin's Press, 2000, pg. 39
- Guitar Hero III: Sex Pistols Trailer